# Colpochila parva
Colpochila parva är en skalbaggsart som beskrevs av Britton 1986. Colpochila parva ingår i släktet Colpochila och familjen Melolonthidae. Inga underarter finns listade i Catalogue of Life.